# 切爾尼舍夫斯基站
切爾尼舍夫斯基站（羅馬化：Chernyshevskaya）是聖彼得堡地鐵基洛夫－維堡線的一個車站，開通於1958年9月1日。切爾尼舍夫斯基站的深度非常深，達67米。站名來自於俄國哲學家和作家尼古拉·加夫里諾維奇·車爾尼雪夫斯基。